# Список бомбардиров чемпионата Украины по футболу
Список лучших бомбардиров чемпионата Украины по футболу. Футболисты, забившие 100 и более мячей в высшем дивизионе чемпионата Украины, входят в символический Клуб Сергея Реброва. Сергей Ребров первым достиг этого рубежа.
 Данные приведены по состоянию на 11 марта 2025 года 
 Полужирным шрифтом отмечены действующие игроки чемпионата Украины
| № | Страна       | ФИО              | Голы | Матчи | (%)  | Годы                       | Голы за команду                                                                                          |
| - | ------------ | ---------------- | ---- | ----- | ---- | -------------------------- | --- |
| 1 | →            | Максим Шацких    | 124  | 341   | 0,36 | 1999—2009 2010—2015        | 97 — Динамо (Киев), 22 — Арсенал (Киев), 5 — Говерла (Ужгород)                                           |
| 2 | Флаг Украины | Сергей Ребров    | 123  | 261   | 0,47 | 1992—2000 2005—2007        | 10 — Шахтёр (Донецк), 113 — Динамо (Киев)                                                                |
| 3 | Флаг Украины | Евгений Селезнёв | 117  | 257   | 0,46 | 2006—2015; 2016; 2020—2023 | 24 — Шахтёр (Донецк), 19 — Арсенал (Киев), 68 — Днепр (Днепропетровск), 5 — Колос (Ковалёвка), 1 — Минай |
| 4 | Флаг Украины | Андрей Ярмоленко | 110  | 256   | 0,43 | 2008—2017; 2023—           | 110 — Динамо (Киев)                                                                                      |
| 5 | Флаг Украины | Андрей Воробей   | 105  | 315   | 0,33 | 1997—2013                  | 80 — Шахтёр (Донецк), 12 — Днепр (Днепропетровск), 9 — Арсенал (Киев), 4 — Металлист (Харьков)           |
| 6 | →            | Жуниор Мораес    | 103  | 189   | 0,54 | 2012—2021                  | 35 — Металлург (Донецк), 22 — Динамо (Киев), 46 — Шахтёр (Донецк)                                        |